# 刺鱼目
刺鱼目（學名：Gasterosteiformes）或棘背魚目為輻鰭魚綱的一個目，但由於其舊分類實為多系群，因而2017年《硬骨鱼的系统发育分类》将其各別拆分整合并入鱸形目、海龍魚目及合鰓目之中，本目也成了鱸形目的異名。

## 分類
在旧分类中，其下曾分2個亞目：
- 棘背魚亞目（Gasterosteoidei）：四个科之中的三科可组成单系群，而甲棘背鱼科实为合鰓目的一部分。[1]
- 海龍亞目（Syngnathoidei）：与前者关系相当远，许多分类学者将其拆分出独立的海龍魚目。[1]

为保持单系群，也有学者让其仅保留与模式属最亲近三个科，即：
- 裸玉筋鱼科（Hypoptychidae）
- 管吻鱼科（Aulorhynchidae）
- 棘背鱼科（Gasterosteidae）

纵使如此，本目依然会与鲉形目杜父鱼亚目的一部分更亲近，使后两者成为并系群，于是，如果要保持本目独立，则分类学家必须将鲈形目与鲉形目拆分成更多更小的目来解决并系群问题，又或者将本目与前两目合并成为更大的单系群，而2017年《硬骨鱼的系统发育分类》选择了后者，将三个科归类于鲈形目、杜父鱼亚目、棘背鱼下目之下。